# Cahors (vin)

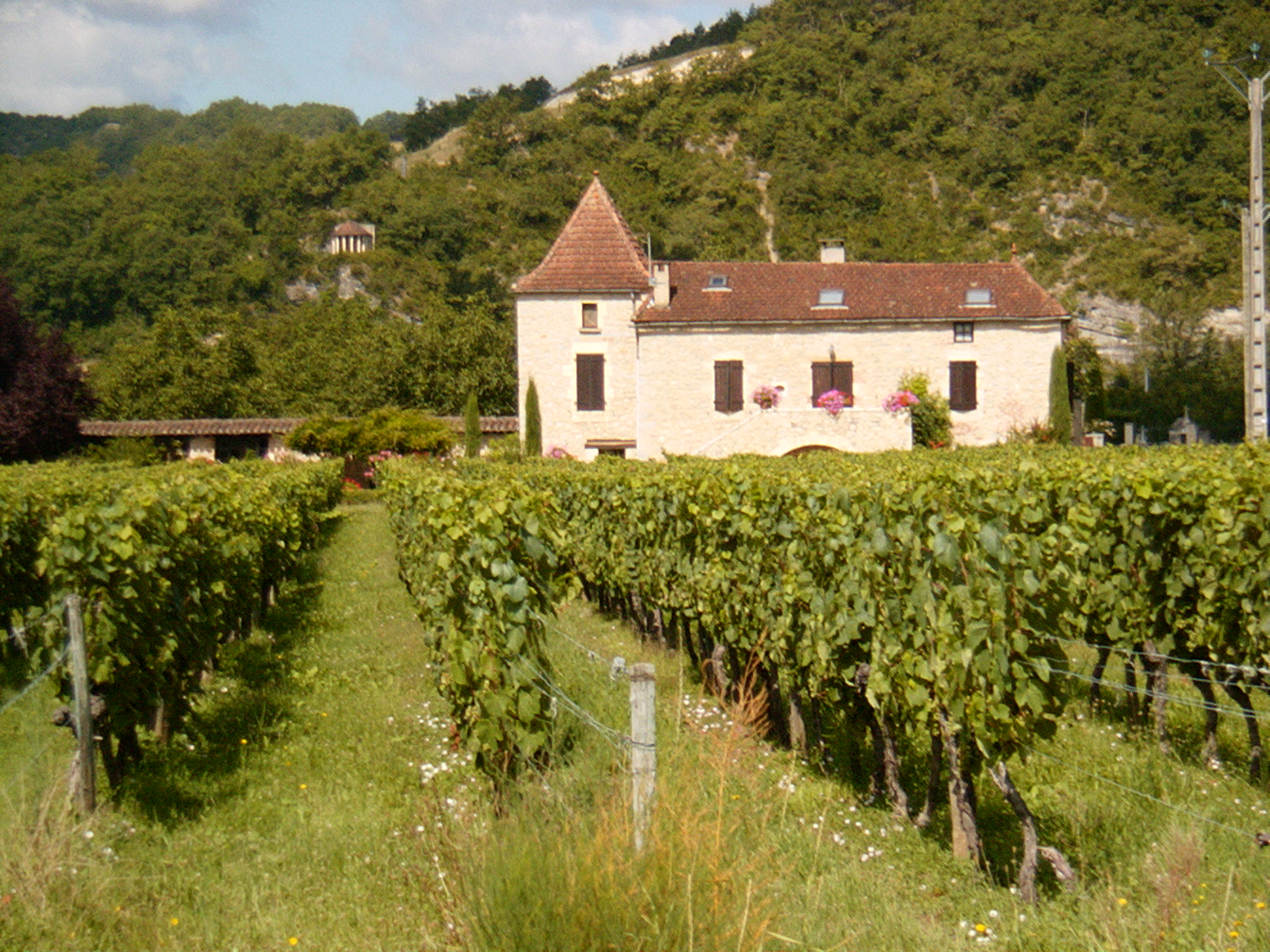
Vingård i Cahors.

Cahors är en vinappellation i sydvästra Frankrike belägen runt staden Cahors. Här görs röda viner av druvan Malbec (lokalt kallad Auxerrois eller Côt) med lite inblandning av Merlot och Tannat. Cahors är känt för tanninrika, mörka och lagringståliga viner.